# Pierre de Gondi (1602-1676)
Pour les articles homonymes, voir Pierre de Gondi (évêque de Paris).
Pierre de Gondi, dit aussi « Pierre de Joigny » et « Pierre de Retz », né vers 1602 à Paris et mort le 29 avril 1676 à Machecoul, est un seigneur français d'origine italienne du XVIIe siècle. Il fut duc de Retz, seigneur de Machecoul, comte de Joigny, marquis de Belle-Île, marquis de La Garnache, baron de Mortagne et de La Hardouinaye, pair de France, seigneur de Noisy-le-roi et Général des galères de France. Il fut également le frère aîné du cardinal de Retz, qui lui causa scandales et déshonneur vis-à-vis de la Cour de Louis XIV, et le neveu de Jean-François de Gondi, premier archevêque de Paris.

## Biographie

### Naissance, famille et mariage
Pierre de Gondi est né vers 1602 à Paris, de Philippe-Emmanuel de Gondi (1581-29/06/1662 à Joigny), comte de Joigny, marquis de Belle-Île, baron de Montmirail, seigneur de Dampierre et de Villepreux, Général des galères de France, lieutenant général ès mers du Levant et Chevalier des Ordres du roi, et de Françoise Marguerite de Silly (1583-23/06/1625), baronne de Montmirail, dame de Commercy, d'Euville, de Folleville, de Paillart, de Serevillers et de Gannes. Par son père, il est aussi le petit-fils du duc consort de Retz Albert de Gondi (04/11/1522-21/04/1602) et de la salonnière et duchesse douairière de Retz Claude-Catherine de Clermont (1543-18/02/1603).

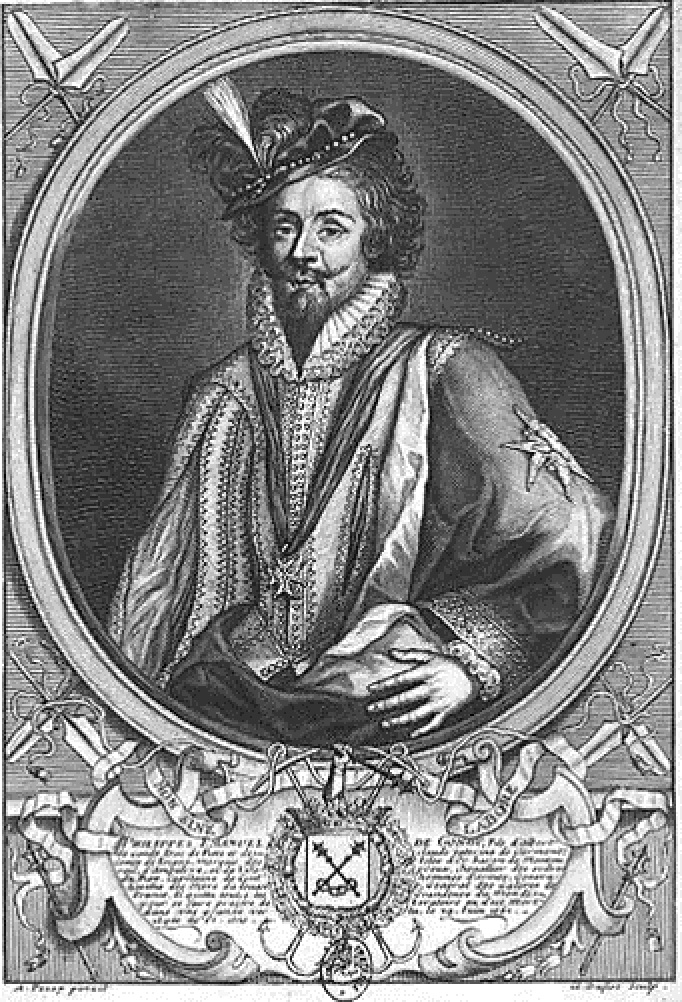
Philippe-Emmanuel de Gondi, son père.
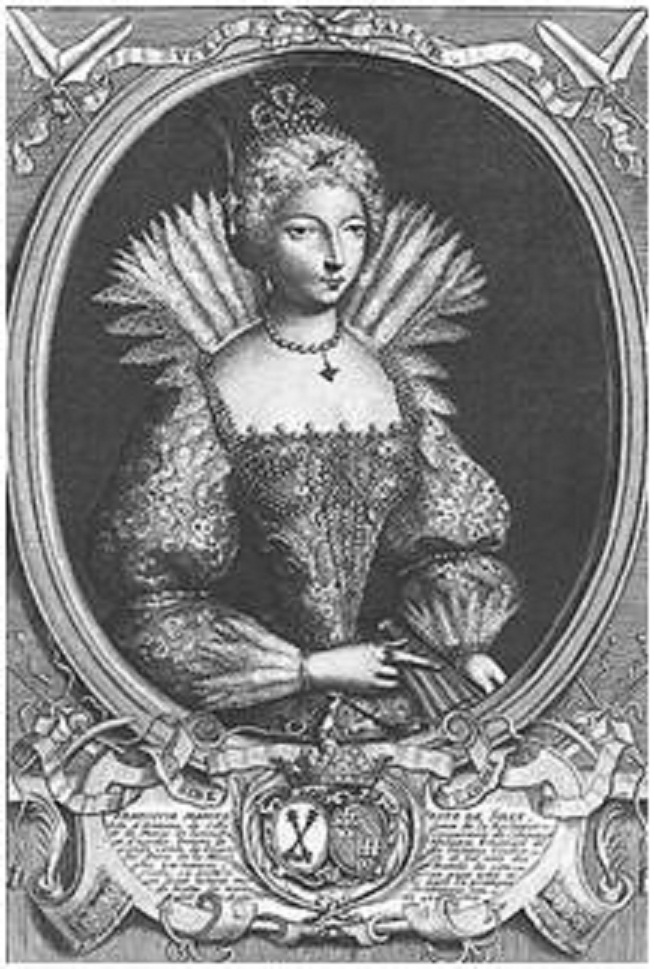
Marguerite de Silly, sa mère.

Ses parents auront deux autres fils après sa naissance : Henri de Gondi (1610-1622), marquis de Belle-Île et des Îles d'Or, abbé de Buzy et de Quimperlé (et qui mourra prématurément après une chute de cheval au cours d'une chasse, tué par sa monture), et Jean-François Paul de Gondi (20/09/1613-1679), qui deviendra le fameux cardinal de Retz.
Pierre de Gondi devient comte de Joigny et marquis de Belle-Île vers 1625.

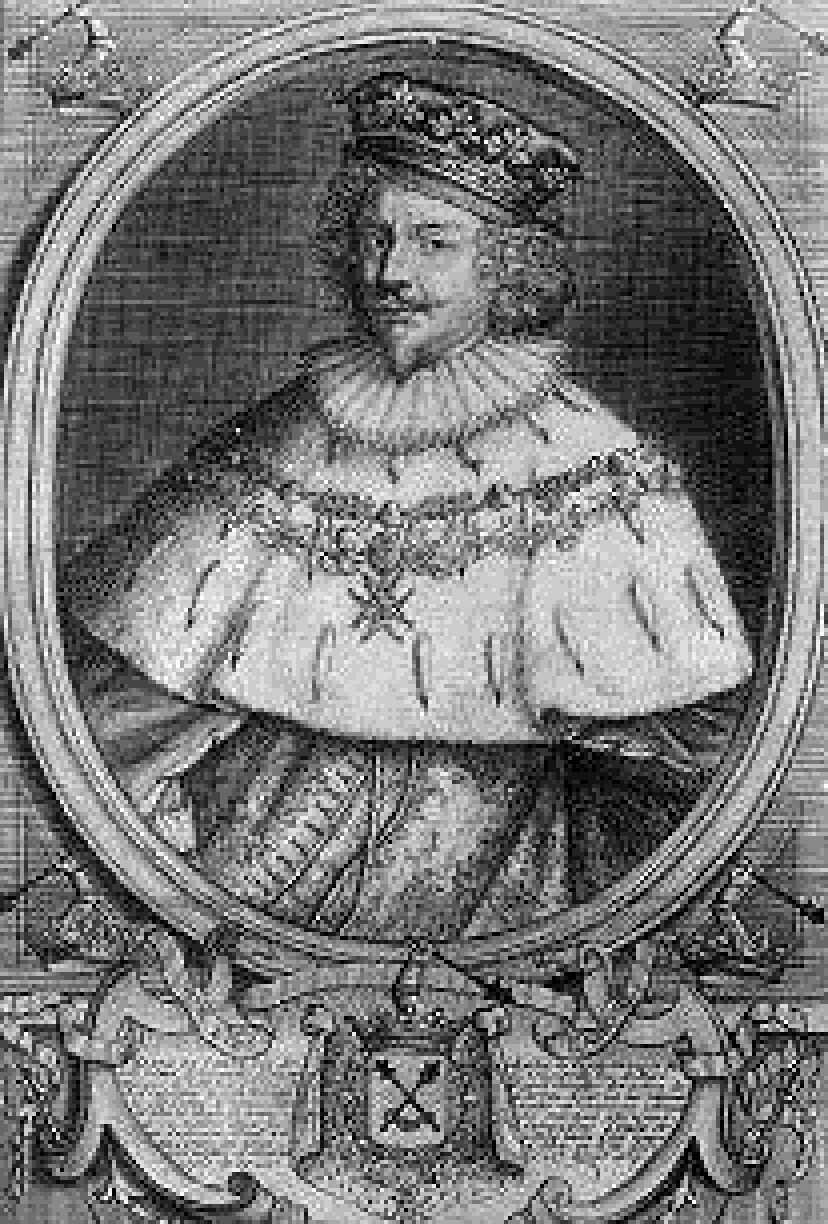
Henri de Gondi, duc de Retz, son cousin germain et beau-père.

Son cousin le duc de Retz Henri de Gondi (1590 à Machecoul – 12/08/1659 à Chéméré), qui n'a que deux filles (Catherine et Marguerite-Françoise) pour héritières et à marier, arrange le mariage de son aînée Catherine (pourtant promise au duc de Mercœur Louis II de Vendôme (1612-1669)) avec Pierre de Gondi. De sorte que le duché de Retz revienne à Catherine sans pour autant sortir ensuite de la famille de Gondi.
C'est donc ainsi que Pierre de Gondi épouse le 3 août 1633 à Machecoul la fille de son cousin germain : Catherine de Gondi (28/12/1612-18/09/1677 à Machecoul), duchesse héritière de Retz.
Dès 1634, le duc Henri de Gondi se démet de son titre en faveur de son gendre et cousin Pierre, qui devient ainsi le nouveau duc de Retz et seigneur de Machecoul, et qui est fait pair de France. On le surnomme « le jeune duc », par opposition à son beau-père, « le vieux duc Henri ».
Pierre et Catherine de Gondi ne vont avoir, eux aussi, que deux filles :
- Marie-Catherine Antoinette de Gondi (30/11/1648 à Machecoul – 01/07/1716 à Paris),
- Paule-Marguerite Françoise de Gondi[6] (12/03/1655 à Machecoul – 21/01/1716 à Paris).

### Carrière politique et militaire
En 1622, Pierre de Gondi suit son père Philippe-Emmanuel de Gondi et se trouve avec lui aux côtés du duc de Guise lors des combats contre les Rochelois, fief protestant. Il a l'épaule cassée d'un coup de mousquet à l'Île de Ré, et son cheval est tué sous lui.
Le 12 mars 1626, il devient Général des galères de France et lieutenant général ès mers du Levant, par la démission de son père, et sera blessé à l'épaule le 8 novembre 1627 à la Bataille du pont du Feneau. Il se démettra de cette charge le 31 janvier 1635, en faveur du marquis de Pont-Courlai.
En 1628, à la mort de François de Silly, baron d'Acquigny, duc de La Roche-Guyon, pair et grand louvetier de France, et cousin germain de sa mère Marguerite de Silly, Pierre de Gondi hérite de la moitié de sa baronnie d'Acquigny au droit de sa mère. Il achètera l'autre moitié le 24 mars 1663, des représentants de Madeleine de Silly, sa tante. Il rend aveu au roi le 21 mai 1636 pour les baronnies d'Acquigny et de Crèvecœur. Il les vendra par contrat du 24 septembre 1646, devant les notaires du Châtelet, à deux gentilshommes : Anne Leblanc du Rollet, seigneur de La Croisette, et Jacques Deshommets, conseiller au Parlement de Normandie.
En 1634, Pierre de Gondi est pair de France, puis marquis de La Garnache et baron de Mortagne. Il est reçu au Parlement le 14 mars 1634.
En 1661, Pierre de Gondi est Chevalier des Ordres du roi.

### Le duc de Retz et son impossible frère

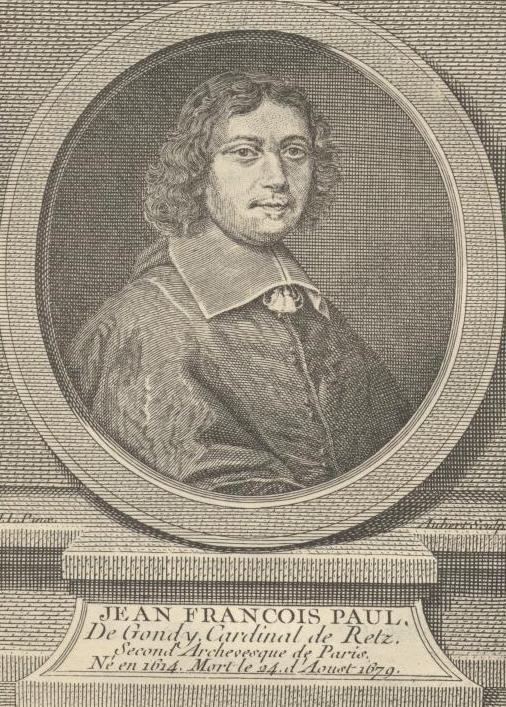
Paul de Gondi, cardinal de Retz, frère cadet de Pierre de Gondi.

Le frère de Pierre, Paul de Gondi, destiné malgré lui à une carrière ecclésiastique, crée un scandale à Machecoul en courtisant en secret Marguerite-Françoise de Gondi (18/04/1615-31/05/1670), la sœur cadette de Catherine de Gondi, rencontrée au mariage de Pierre et Catherine. Lorsque cela est découvert, son père Philippe-Emmanuel de Gondi, son frère Pierre et le vieux duc Henri de Gondi le renvoient à Paris continuer ses études à la Sorbonne, où il multipliera les conquêtes féminines et les duels, fuira à Venise puis à Rome, avant de revenir conspirer contre Richelieu. Pendant ce temps, Marguerite-Françoise de Gondi épousera finalement (le 3 mai 1644) Louis de Cossé (05/09/1625 à Brissac – 26/02/1661 à Paris), duc de Brissac.
Deux ans après son mariage, les revenus du jeune duc Pierre de Gondi baissent sérieusement. Lui qui était Général des galères du roi, charge que son père Philippe-Emmanuel lui avait cédée en 1626, il doit s'en démettre en 1635 au profit d'un neveu de Richelieu, le marquis de Pont-Courlai. Il reproche d'ailleurs amèrement à son intenable frère Paul de Gondi, devenu coadjuteur, de ne pas être intervenu dans ce cas. Paul dira dans ses Mémoires : « Monsieur de Retz ne m'a pas encore pardonné de ce que je n'entrepris pas de lui faire rendre la généralité des Galères ».
Pourtant Pierre va finalement aider son frère à racheter la seigneurie de Commercy, héritée de leur famille maternelle de Silly et dont la succession est grevée de dettes. Les 301 500 livres exigées sont en grande partie payées par Pierre et son épouse Catherine. Mais Paul ne les remboursera jamais intégralement. Il a entière confiance en son frère Pierre, mais ne peut compter sur lui qu'épisodiquement : « Monsieur le Duc de Retz, écrit Paul de Gondi, avait bonne intention, mais il n'était pas capable d'un grand dessein. De plus sa femme et son beau-père le retenaient ».
Pierre n'a pas non plus les mêmes ambitions que son beau-frère Louis de Cossé-Brissac. Il a l'esprit de famille mais ne croit pas, comme le duc de Brissac, qu'en cas de réussite de Paul, cardinal de Retz, il aura « un pont d'or ». En fait il perd beaucoup d'argent lors de la Fronde et des événements qui suivent l'arrestation du cardinal. Et Pierre finit par se détourner de son frère et le laisse à ses péripéties.
Pourtant, Pierre de Gondi va participer à l'évasion de Paul de Gondi du château de Nantes (et de la surveillance de son geôlier Charles de La Porte, Maréchal de La Meilleraye), rejoignant l'évadé blessé et Brissac à Montaigu et le ramenant à Machecoul pour le cacher. Paul de Gondi y est froidement reçu par le vieux duc Henri, la duchesse Catherine et sa sœur Marguerite-Françoise, épouse de Brissac. Paul de Gondi témoigne : « Madame de Brissac (…) me dit en me quittant et en me donnant une bouteille d'eau impériale : « Il n'y a que votre malheur qui m'ait empêchée d'y mettre du poison » (…). Madame de Rais et Monsieur son père ne purent s'empêcher de me témoigner leur mauvaise volonté. (…) La vérité est que l'un et l'autre mouraient de peur du maréchal de La Meilleraye qui, enragé qu'il était et de mon évasion et encore plus de ce qu'il avait été abandonné de toute la noblesse, menaçait de mettre tout le pays de Retz à feu et à sang. ». Finalement, Pierre envoie son frère se cacher à Belle-Île.
Par représailles pour avoir aidé le cardinal à s'enfuir, les revenus du duc de Retz à Paris sont alors confisqués, ainsi que ceux de la duchesse et du duc de Brissac. Des mesures d'exil seront même prises contre les acteurs de cette fuite : le duc Pierre de Gondi sera invité à aller à Bourges avec sa femme et ses deux fillettes Marie-Catherine et Paule-Françoise, alors âgées de six ans et six mois. Quant aux Brissac, ils seront assignés à résidence à Issoudun.
Devant un tel affront de la part des Gondi, La Meilleraye décide de les attaquer et met sur pied une troupe importante pour prendre Machecoul, mais le vieux duc Henri de Gondi calme finalement les esprits, après un vent de panique dans la ville. La Meilleraye envoie simplement des soldats occuper le château de Machecoul, et la famille de Gondi doit faire profil bas et essaie de se faire pardonner. Par la suite, les Gondi resteront pourtant toujours, à la Cour de Louis XIV, suspects de rébellion. Peut-être le duc Pierre de Gondi s'est-il vengé des tracasseries royales en vendant Belle-Île en 1658 à Nicolas Fouquet qui deviendra une source d'ennuis pour Louis XIV. Paule-Françoise de Gondi, fille et successeur de Pierre, sera peut-être la dernière victime de la rancœur du roi : en 1699, son château de Machecoul sera démantelé.

### Le duc de Retz et sa fille aînée
Marie-Catherine, après quelques passages à la cour de Louis XIV, laissant entrevoir une vie mondaine prometteuse, décide finalement en 1665 de devenir religieuse calvairienne. Son père tente, pendant un an, de convaincre sa fille d'abandonner son projet, mais finit par ne plus s'y opposer.
Marie-Catherine devient donc « Sœur Antoinette de Sainte-Scholastique », le même nom utilisé jadis par son arrière-grand-mère Antoinette d'Orléans-Longueville (1572 à Trie-Château – 24/04/1618 à Poitiers). Le duc de Retz est chagriné par le départ de sa fille, qui doit partir au Calvaire de Nantes. Il manifeste alors son désir de fonder à Machecoul un monastère de Calvairiennes afin de rapprocher sa fille de lui. Après un avis favorable du roi Louis XIV en 1671, l'acte définitif consacrant l'établissement des Calvairiennes à Machecoul est passé le 26 avril 1673 : c'est ainsi qu'est créé à Machecoul le Couvent des Calvairiennes, avec sa Chapelle du Calvaire, encore debout aujourd'hui. « Sœur Antoinette » dirige ce monastère à partir de 1674, alors qu'elle n'est âgée que de 26 ans.

### Décès du duc de Retz et postérité

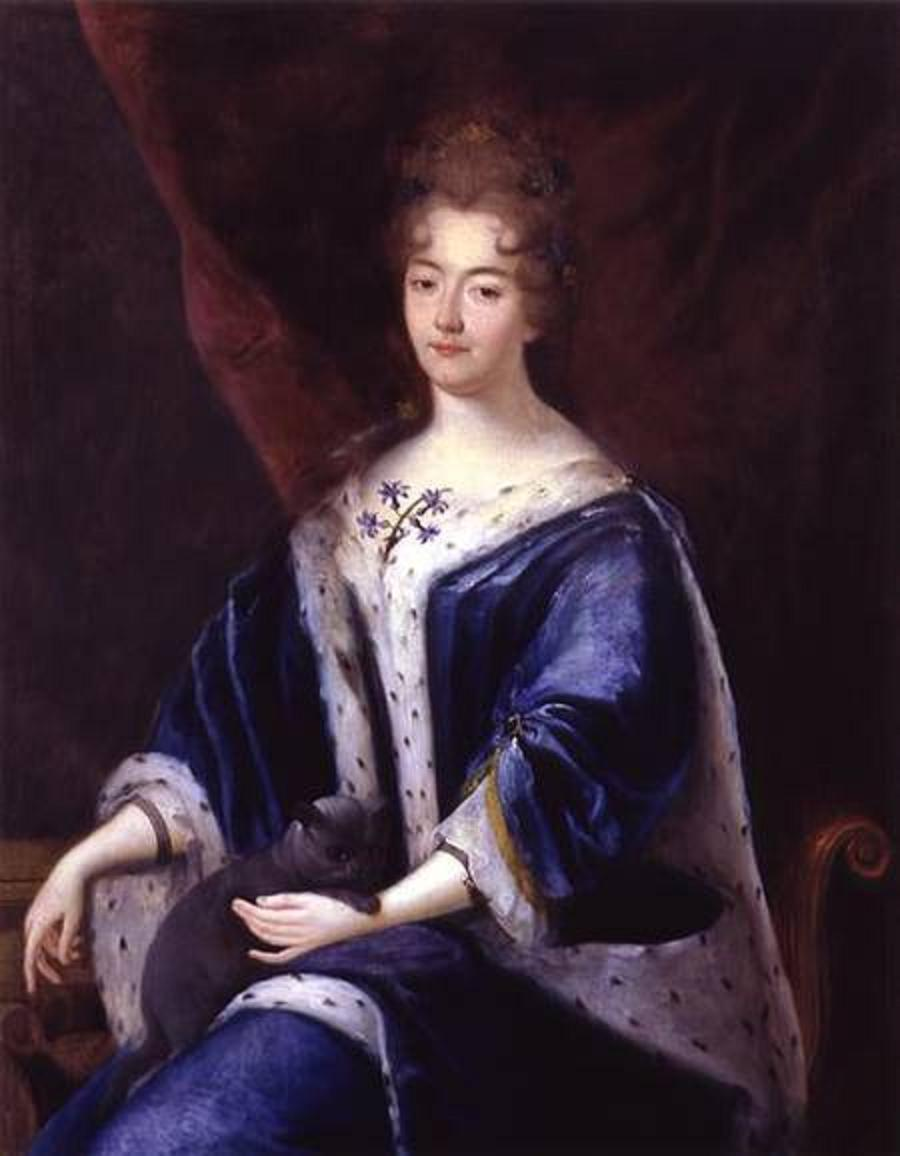
Paule-Marguerite Françoise de Gondi, fille cadette de Pierre de Gondi, qui lui succède,
(musée de la Révolution française).

Pierre de Gondi a principalement vécu au cœur même de son duché, à savoir au château de Machecoul, où ses filles sont nées, et où lui-même meurt le 29 avril 1676. Un Boulevard Pierre de Gondy (orthographié à l'ancienne) porte aujourd'hui son nom à Machecoul.
Il est enterré à Machecoul le 5 mai 1676. Son épouse Catherine de Gondi meurt le 18 septembre 1677 et est enterrée le 20 septembre 1677. Si leurs corps reposent aujourd'hui dans l'église de La Trinité de Machecoul, leurs cœurs sont enfermés dans un cœur de bronze déposé à l'intérieur d'une urne et placé en évidence dans la Chapelle du Calvaire.
Sa fille aînée, Marie-Catherine Antoinette de Gondi, reste prieure à Machecoul jusqu'en 1677, puis elle part à Paris, où elle sera bénédictine, et où elle mourra Supérieure générale de l'Ordre du Calvaire le 1er juillet 1716.
C'est la fille cadette de Pierre, Paule-Marguerite Françoise de Gondi, qui lui succède à la tête du duché de Retz : elle devient duchesse de Retz, dame de Machecoul, marquise de La Garnache, comtesse de Joigny, baronne de Mortagne et, par son mariage, duchesse de Lesdiguières. Elle redonnera sa réputation à la famille, grâce à son Histoire des Gondi, publiée en 1705. Elle épouse le 12 mars 1675 François Emmanuel de Blanchefort-Créquy (décembre 1645-03/05/1685 à Saint-Germain-en-Laye), quatrième duc de Lesdiguières, comte de Sault, pair de France et gouverneur du Dauphiné, dont elle n'aura qu'un fils : Jean-François Paul de Blanchefort-Créquy (03/10/1678 à Paris – 06/10/1703 à Modène), cinquième duc de Lesdiguières. Ce dernier épousera le 17 janvier 1696 Louise Bernardine de Durfort (1675 – octobre 1703), dont il n'aura aucun enfant. Il mourra avant sa mère, et le duché de Retz passera alors aux mains de la maison de Neufville-Villeroy (avec Nicolas VI de Neufville-Villeroy), apparentée aux Gondi.

## Armoiries
| Armes | Blasonnement                                                                  |
| ----- | ----------------------------------------------------------------------------- |
|       | D'or, à deux masses d'armes de sable, passées en sautoir et liées de gueules. |

## Sources
- Émile Boutin. Le cardinal et les trois ducs. Société des Historiens du Pays de Retz.
- « Emmanuel Leduc. L'Histoire de Machecoul au travers de la fresque Pavageau de la Salle St Honoré. 200?. p. 13. »(Archive.org • Wikiwix • Archive.is • Google • Que faire ?) (consulté le 21 août 2014)
- Christophe Levantal. Ducs et pairs et duchés-pairies laïques à l'époque moderne : (1519-1790).
- Louis Moreni. Le grand dictionnaire historique, ou le mélange curieux de l'histoire sacrée….
- Félix Vicq-d'Azur, Jean Le Rond d'Alembert. Encyclopédie méthodique, ou par ordre de matières : Par une société…, Volume 25.